# グリシドール
グリシドール (Glycidol) は、エポキシドとアルコール基の両方を含む有機化合物である。
無色透明の液体で、わずかに粘性がある。水、エタノール、エーテル、ベンゼンに溶解する。

## 用途
- 天然油脂、農薬、ビニル樹脂などの安定剤
- エポキシ樹脂、アルキド樹脂の反応希釈剤
- 木綿、羊毛などの改質剤
- 分散染料、反応性染料の染料性改良剤
- 解乳化剤
- グリセロール合成などの中間生成物

## 発癌性
国際がん研究機関 (IARC) により、発癌性物質グループ2A （おそらく発癌性がある）に分類されている。
2009年、花王は食用油「エコナ」のグリシドール脂肪酸エステルの含有量が比較的多いとして、その出荷を一時的に停止した。グリシドール脂肪酸エステルはグリシドールの前駆体で、胃酸などの強酸下で分解しグリシドールを生成するとの説がある。